# Wolfgang Iser
Wolfgang Iser, född 22 juli 1926 i Marienberg, Sachsen, Tyskland, död  24 januari 2007, var en tysk litteraturvetare och estetiker.

## Biografi
Wolfgang Iser föddes i Marienberg som son till Paul Iser och Else, född Steinbach. Han studerade vid universiteten i Leipzig, Tübingen och Heidelberg, och doktorerade vid det sistnämnda universitetet 1950 med ett verk om Henry Fieldings världsbild. Efter en tjänst vid universitetet där blev han 1952 erbjuden en tjänst som lektorassistent vid universitetet i Glasgow. Där började han studera samtida filosofi och litteratur, vilket fördjupade hans intresse för interkulturella utbyten. Så småningom blev han en kosmopolit som höll föreläsningar i till exempel Asien och Israel.
Iser är berömd för sin läsarresponsteori inom litteraturvetenskapen och har därmed influerat Umberto Eco, Stanley Fish och Hans-Georg Gadamer. Teorin började gro inom honom 1967 medan han hade tjänst vid universitetet i Konstanz. Med Hans Robert Jauss anses han ha grundat Konstanzskolan av receptionsestetiken. Denna teori påminner om hermeneutik, då båda syftar till att beskriva läsarens möte med texten och dess författare. Isers bidrag till teorin är att redogöra för läsarens första läsning av texten, hur texten utvecklas till en helhet, och hur en dialog mellan läsaren och texten äger rum. Ett centralt begrepp för Iser är därför den implicite läsaren.